# Фруланія тамарискова
Фруланія тамарискова (Frullania tamarisci) — вид печіночників порядку бококолосальних (Porellales).

## Поширення
Батьківщиною є Європа, Макаронезія, Азія, Північна Америка.
Віддає перевагу помірно сухим, світлим або частково затіненим місцям на більш-менш нейтральних субстратах. Росте як на скелях, так і епіфітно, переважно на корі листяних порід.

## Характеристика
Цей різноманітний вид утворює блискучі килимки від червоно-коричневого до мідно-червоного забарвлення, рідше від зеленого до чорно-зеленого, які часто виступають із субстрату. Досить міцні стебла мають дві гілки. Верхні частки дволопатевих бокових листків мають широку овальну форму і зазвичай мають загострений кінчик; нижні частки, які мають форму водяних мішків, приблизно вдвічі довші за ширину та розташовані паралельно стеблу. Клітини листя з помірно потовщеними кутами мають розмір приблизно 16-20 мікрометрів. На клітину припадає від 2 до 6 овальних масляних тілець. Нижні листки округло-прямокутні, вдвічі ширші за стебло і дволопатеві на верхівці, краї загорнуті. Вид дводомний. Оцвітина і спорові коробочки зустрічаються рідко.